# This Is Thirteen
This Is Thirteen es un álbum de estudio de la banda de heavy metal canadiense Anvil, publicado en 2007 y producido por Chris Tsangarides.

## Lista de canciones
| N.º | Título                     | Duración |  |
| 1.  | «This Is Thirteen»         | 6:40     |  |
| 2.  | «Bombs Away»               | 3:28     |  |
| 3.  | «Burning Bridges»          | 5:52     |  |
| 4.  | «Ready to Fight»           | 4:14     |  |
| 5.  | «Flying Blind»             | 3:11     |  |
| 6.  | «Room #9»                  | 3:50     |  |
| 7.  | «Axe to Grind»             | 4:33     |  |
| 8.  | «Feed the Greed»           | 3:52     |  |
| 9.  | «Big Business»             | 3:26     |  |
| 10. | «Should'a Would'a Could'a» | 3:06     |  |
| 11. | «Worry»                    | 3:15     |  |
| 12. | «Game Over»                | 2:58     |  |
| 13. | «American Refugee»         | 2:36     |  |

## Créditos
- Steve "Lips" Kudlow – voz, guitarra
- Ivan Hurd – guitarra
- Glenn Gyorffy – bajo
- Robb Reiner – batería